# Grand Prix d'ouverture La Marseillaise 2011
La 32e édition du Grand Prix d'ouverture La Marseillaise a eu lieu le dimanche 30 janvier 2011. Il s'agit de la première épreuve de la Coupe de France de cyclisme sur route 2011.
Après une échappée de plus de 130 kilomètres, et après avoir lâché ses deux compagnons d'échappée, les Français Sylvain Georges (BigMat-Auber 93) et Julien Guay (Roubaix Lille Métropole), le coureur français de la FDJ Jérémy Roy s'impose en solitaire devant le Stade Vélodrome de Marseille.

## Présentation

### Participants

#### Équipes
17 équipes participent à cette édition : 3 équipes ProTeams, 10 équipes continentales professionnelles et 4 équipes continentales.
| N.    | Code | Équipe                       |
| ----- | ---- | ---------------------------- |
| 1-8   | SAU  | Saur-Sojasun                 |
| 11-18 | AUB  | BigMat-Auber 93              |
| 21-28 | RLM  | Roubaix Lille Métropole      |
| 31-38 | SKS  | Skil-Shimano                 |
| 41-48 | TSV  | Topsport Vlaanderen-Mercator |
| 51-58 | LAN  | Landbouwkrediet              |
| 61-68 | FDJ  | FDJ                          |
| 71-78 | KAT  | Team Katusha                 |
| 81-88 | VCD  | Vacansoleil-DCM              |

| N.      | Code | Équipe                   |
| ------- | ---- | ------------------------ |
| 91-98   | BSC  | Bretagne-Schuller        |
| 101-108 | ALM  | AG2R La Mondiale         |
| 111-118 | TT1  | Team Type 1              |
| 121-128 | EUC  | Europcar                 |
| 131-138 | SKT  | An Post-Sean Kelly Team  |
| 141-148 | COF  | Cofidis                  |
| 151-158 | VWA  | Veranda's Willems-Accent |
| 161-168 | LPM  | / VC La Pomme Marseille  |

### Parcours
Le départ fictif est donné devant le Conseil Général des Bouches du Rhône au nord de Marseille. Après un défilé de 9 km, les coureurs franchissent la ligne du départ réel sur la RD908 à Allauch.
Leur grande boucle passe par Peypin, puis Trets et Auriol avant de redescendre vers Aubagne et Cassis.
Ils rentrent dans Marseille par la D559 et l'arrivée est jugée devant le Stade Vélodrome.
Le parcours comprend notamment trois côtes comptant pour le Grand Prix de la Montagne (les trois premiers en haut de chacune de ces côtes remportent respectivement 6, 4 et 2 pts)
| Kilomètre | Nom                        |
| --------- | -------------------------- |
| 62,2      | Col du Petit Galibier      |
| 87,1      | Col de l'Espigoulier       |
| 109,7     | Sommet Julhan Les Bastides |

## Résumé de la course
Après seulement 15 minutes de courses, trois Français créent l'échappée du jour : Jérémy Roy (FDJ), Sylvain Georges (BigMat-Auber 93) et Julien Guay (Roubaix Lille Métropole). Ils montent petit à petit leur avance pour passer en tête du Col du Petit Galibier (km 62,2) avec près de 8 minutes d'avance. Par la suite le peloton a éclaté en deux et le premier groupe, mené par les Cofidis, mène la poursuite et réduit l'écart à 6 minute 30, puis à 3 minutes 35 au sommet de la deuxième difficulté, le Col de l'Espigoulier (km 87,1).
Devant, Julien Guay est lâché par ses deux compagnons d'échapée à Géménos (km 98) et coupe rapidement son effort.
Alors qu'au sommet de Julhan (km 109,7), l'écart s'était réduit à 3 minutes 10, Jérémy Roy attaque au passage de La Bédoule (km 115) et se retrouve seul en tête. Il entre dans Marseille avec 1 minute 05 sur Sylvain Georges et 3 minutes 17 sur le peloton.
Les dés sont jetés et Jérémy Roy de la FDJ s'impose en solitaire. Il aura quasiment fait toute la course en tête. Sylvain Georges passe la ligne en deuxième position juste devant le peloton dont le sprint a été remporté par Romain Feillu (Vacansoleil-DCM).

## Classement final

### Classement général
|    | Coureur            | Pays     | Équipe                       |    | Temps           | Points Coupe de France |
| -- | ------------------ | -------- | ---------------------------- | -- | --------------- | ---------------------- |
| 1  | Jérémy Roy         | France   | FDJ                          | en | 3 h 30 min 55 s | 50                     |
| 2  | Sylvain Georges    | France   | BigMat-Auber 93              | +  | 2 min 38 s      | 35                     |
| 3  | Romain Feillu      | France   | Vacansoleil-DCM              |    | 2 min 43 s      | 25                     |
| 4  | Jure Kocjan        | Slovénie | Team Type 1                  |    | 2 min 43 s      |                        |
| 5  | Arthur Vichot      | France   | FDJ                          |    | 2 min 43 s      | 18                     |
| 6  | Cyril Gautier      | France   | Europcar                     |    | 2 min 43 s      | 16                     |
| 7  | Riccardo Riccò     | Italie   | Vacansoleil-DCM              |    | 2 min 43 s      |                        |
| 8  | Cédric Pineau      | France   | FDJ                          |    | 2 min 43 s      | 12                     |
| 9  | Julien Antomarchi  | France   | VC La Pomme Marseille        |    | 2 min 43 s      | 10                     |
| 10 | Julien El Fares    | France   | Cofidis                      |    | 2 min 43 s      | 8                      |
| 11 | Guillaume Levarlet | France   | Saur-Sojasun                 |    | 2 min 43 s      | 6                      |
| 12 | Jonathan Hivert    | France   | Saur-Sojasun                 |    | 2 min 43 s      | 5                      |
| 13 | Sander Armée       | Belgique | Topsport Vlaanderen-Mercator |    | 2 min 43 s      |                        |
| 14 | Lieuwe Westra      | Pays-Bas | Vacansoleil-DCM              |    | 2 min 43 s      |                        |
| 15 | Thibaut Pinot      | France   | FDJ                          |    | 2 min 43 s      | 3                      |

Le règlement indique que tous les coureurs arrivant dans un temps supérieur à 105% du temps du premier seront hors délais. Or, le premier ayant fini en 3 h 30 min 55 s, les délais ne sont que de 10 min 32 s, ce qui explique le nombre important de coureurs hors délais.

### Grand Prix de la Montagne

#### Col du Petit Galibier (km 62,2)
|   | Coureur         | Pays   | Équipe                  | Points |
| - | --------------- | ------ | ----------------------- | ------ |
| 1 | Sylvain Georges | France | BigMat-Auber 93         | 6      |
| 2 | Julien Guay     | France | Roubaix Lille Métropole | 4      |
| 3 | Jérémy Roy      | France | FDJ                     | 2      |

#### Col de l'Espigoulier (km 87,1)
|   | Coureur         | Pays   | Équipe                  | Points |
| - | --------------- | ------ | ----------------------- | ------ |
| 1 | Jérémy Roy      | France | FDJ                     | 6      |
| 2 | Sylvain Georges | France | BigMat-Auber 93         | 4      |
| 3 | Julien Guay     | France | Roubaix Lille Métropole | 2      |

#### Sommet Julhan (km 109,7)
|   | Coureur           | Pays     | Équipe          | Points |
| - | ----------------- | -------- | --------------- | ------ |
| 1 | Sylvain Georges   | France   | BigMat-Auber 93 | 6      |
| 2 | Jérémy Roy        | France   | FDJ             | 4      |
| 3 | Johnny Hoogerland | Pays-Bas | Vacansoleil-DCM | 2      |

#### Classement final Grand Prix de la Montagne
|   | Coureur           | Pays     | Équipe                  | Points |
| - | ----------------- | -------- | ----------------------- | ------ |
| 1 | Sylvain Georges   | France   | BigMat-Auber 93         | 16     |
| 2 | Jérémy Roy        | France   | FDJ                     | 12     |
| 3 | Julien Guay       | France   | Roubaix Lille Métropole | 6      |
| 4 | Johnny Hoogerland | Pays-Bas | Vacansoleil-DCM         | 2      |